# Cobbia macrodentata
Cobbia macrodentata is een rondwormensoort uit de familie van de Xyalidae. De wetenschappelijke naam van deze soort is voor het eerst geldig gepubliceerd in 2012 door Virginia Lo Russo en Catalina T. Pastor de Ward.
De soort werd ontdekt op het strand van de golf van San José (de kleine baai aan de noordzijde van het schiereiland Valdés) in de Argentijnse provincie Chubut in Patagonië.